# Tosudite
La tosudite (simbolo IMA: Tos) è un raro minerale della classe minerale dei "silicati e germanati" con composizione chimica Na0,5(Al,Mg)6(Si,Al)8O18(OH)12 • 5(H2O).
Strutturalmente appartiene ai fillosilicati.

## Etimologia e storia
La tosudite è stata chiamata in questo modo da V.A. Frank-Kamenetskii, N.V. Logvinenko e V.A. Drits nel 1963 in onore di Toshio Sudo (1911 - 2000), professore di mineralogia dell'Università di Tokyo (Giappone) ed esperto di mineralogia dell'argilla, in particolare nei processi di alterazione mediante i quali si formano i minerali argillosi. Altro minerale a lui dedicato è la sudoite.

## Classificazione
Nella nona edizione della sistematica dei minerali di Strunz la tosudite è elencata nella classe "9. Silicati (germanati)" e da lì nella sottoclasse "9.E Fillosilicati"; questa è ulteriormente suddivisa in base alla struttura del minerale in modo tale che la tosudite possa essere trovata nella sezione "9.EC Fillosilicati con fogli di mica, composti di reti di tetraedri e ottaedri" insieme a brinrobertsite, dozyite, kulkeite, lunijianlaite, rectorite, saliotite, corrensite, aliettite, karpinskite e idrobiotite, con le quali forma il sistema nº 9.EC.60.
Tale classificazione viene mantenuta anche nell'edizione successiva, proseguita dal database "mindat.org", chiamata anche Classificazione Strunz-mindat.
Anche la classificazione dei minerali secondo Dana, usata principalmente nel mondo anglosassone, elenca la tosudite nella classe dei "fillosilicati" e nel gruppo dei "fillosilicati: fogli di anelli a sei membri intercalati 1:1, 2:1 e ottaedri", dove forma il sistema nº 71.4.2 insieme a 	dozyite, lunijianlaite, saliotite, aliettite, corrensite, kulkeite e rectorite.

## Chimica
La tosudite risulta essere composta dal 42,14% di silice (SiO2), 37,38% di ossido di alluminio (Al2O3), 0,30% di ossido ferrico (Fe2O3), dallo 0,08% di ossido di magnesio (MgO), dall'1,65% di ossido di calcio (CaO), dallo 0,15% di ossido di sodio (Na2O), dall'1,40% di ossido di potassio (K2O), dall'11,22% di H2O+ e dal 6,16% di H2O−.
La formula strutturale è data come:
{\displaystyle \mathrm {(K_{0,58}Na_{0,09}Ca_{0,57})(Mg_{0,04}Fe_{0,07}^{3+}Al_{12,05})(Al_{2,28}Si_{13,72})O_{40,00}(OH)_{20,00}8,88(H_{2}O)} }

## Abito cristallino
La tosudite cristallizza nel sistema monoclino secondo alcune fonti, nel sistema ortorombico secondo altre. I parametri reticolari sono a = 5,17 Å, b = 8,97 Å, c = 24,2 Å e β = 94°, oltre a 2 unità di formula per cella unitaria, il gruppo spaziale è C2 (gruppo nº 5).

## Origine e giacitura
La tosudite si forma come prodotto di alterazione idrotermale di rocce ignee intermedie o felsiche, oppure dall'alterazione dell'arenaria a causa di acque acide; la sua associazione si ha con rectorite, dickite, quarzo e fluorite.
La tosudite è un minerale raro, diffuso in molti siti ma in scarse quantità. In Italia l'unico sito noto è a Forni Avoltri in Friuli-Venezia Giulia.
Altri siti in Europa sono: Liegi (Belgio); Vichy e Aubusson (Francia); nel circondario dei Monti Metalliferi (Germania); a Malaga (Spagna); nella Foresta di Dean (Inghilterra); a Gorlovka e in Crimea (Ucraina), dove si trova anche la sua località tipo; a Prijedor (Bosnia ed Erzegovina).
Altri siti di ritrovamento per il minerale al di fuori dell'Europa sono il circondario autonomo della Čukotka e il territorio di Chabarovsk (Russia); la miniera di "Bubsoo" (Corea del Sud); molte prefetture del Giappone tra cui, per citarne alcune, la Prefettura di Akita, di Aomori, di Fukushima e di Hokkaidō; la regione speciale di Yogyakarta (Indonesia); a Murud (India); a Urique (Messico); distretto di Gilé (Mozambico); nella regione di Agadez (Niger); nel distretto di Hauraki (Nuova Zelanda); nelle contee di San Diego, di Oxford e di Washoe (Stati Uniti).